# Магуайр, Крис
Кри́стофер Джек Магуа́йр (англ. Christopher Jack Maguire; 16 января 1989, Беллсхилл, Северный Ланаркшир, Шотландия), более известный как Крис Магуа́йр (англ. Chris Maguire) — шотландский футболист. Нападающий английского клуба «Линкольн Сити»

## Ранние годы
Магуайр родился 16 января 1989 года в шотландском городе Беллсхилл.

## Клубная карьера

### «Абердин»
Свой первый профессиональный контракт Крис подписал с клубом «Абердин» перед началом сезона 2005/06.
Дебют молодого игрока в первом составе «красных» состоялся 7 мая 2006 года, когда вышедший на замену Магуайр удачно ассистировал своему партнёру по команде Джону Стюарту, гол которого принёс «донс» ничью 2:2 в поединке с глазговским «Селтиком». 26 декабря этого же года Крис впервые вышел в стартовом составе «Абердина» — произошло это в матче с «Килмарноком». Уже на шестой минуте встречи, поразив ворота «килли», Магуайр открыл счёт своим голам за «красных».
В сезоне 2007/08 Крис стал игроком основного состава «донс». 29 марта 2008 года гол Магуайра на четвёртой добавленной минуте матча против «Инвернесс Каледониан Тисл» принёс «Абердину» выигрыш в этом нелёгком поединке со счётом 4:3. Через девять дней Крис вновь стал творцом победы «донс», забив два мяча в ворота «Фалкирка», на которые «дети» смогли ответить лишь одним.
16 июля Крис подписал с «красными» новое 3-летнее соглашение о сотрудничестве, по которому молодой игрок оставался на «Питтодри» до лета 2011 года.
В феврале 2009 года наставник «Абердина», Джимми Колдервуд, рассказал в одном из интервью, что Магуайр обратился к нему с просьбой отпустить его в аренду в другой клуб для приобретения необходимой игровой практики. Главный тренер «красных» отказал в этом Крису, после чего через несколько дней футболист оформил «дубль» в ворота клуба «Ист Файф» в матче Кубка Шотландии.

### «Килмарнок»
В январе 2010 года Крис был одолжен «Абердином» «Килмарноку», который на тот момент возглавлял бывший тренер «донс», Колдервуд.
2 февраля Магуайр в поединке против «Селтика» дебютировал в составе своего нового клуба, в этом матче ему удалось забить единственный гол, благодаря которому «килли» выиграли и прервали свою серию без побед, состоявшую из восьми игр.

### «Дерби Каунти»
1 июня 2011 года контракт Криса с «Абердином» истёк. В тот же день было объявлено, что новой командой молодого форварда станет английский «Дерби Каунти», с которым Магуайр подписал предварительный 3-летний контракт. Официально трансфер был завершён 29 июня. «Каунти» добровольно выплатили «Абердину» компенсацию в районе 400 тысяч фунтов. 9 августа Крис впервые защищал цвета «Дерби» в официальном матче — «бараны» в матче Кубка английской лиги встречались с «Шрусбери Таун». Первый «блин» не вышел «комом»: на 46-й минуте поединка шотландец поразил ворота «синих». Но радость от дебютного гола омрачилась неудачной игрой своей команды — «Каунти» в итоге проиграли со счётом 2:3. В ноябре тренер первой команды «Дерби» Энди Гарднер похвалил Магуайра за его «трудолюбие и профессионализм». Но конкуренция на место в атаке «баранов» была очень высока — Крис был одним из пяти форвардов клуба. В итоге, нечасто попадая в стартовый состав, шотландец вскоре был переведён в «дубль» «Каунти».

### «Портсмут»
9 марта 2012 года Магуайр был отдан в аренду сроком на месяц в «Портсмут». На следующий день форвард дебютировал в составе «помпи», приняв участие в матче с «Брайтон энд Хоув Альбион». 20 марта Крис забил свой первый гол за «Портсмут»: тем самым он поучаствовал в крупной победе своего клуба над «Бирмингем Сити» — 4:1. 27 марта после удачной проведённой Крисом игры с «Халл Сити» менеджер «помпи» Майкл Эпплтон отметил шотландского форварда и выразил надежду в продлении его срока аренды на «Фраттон Парк». Вскоре так и произошло — ссуда нападающего была пролонгирована до конца сезона. Всего за два месяца в «Портсмуте» Крис провёл 11 встреч, забил три гола.. 21 апреля Магуайр получил внутриклубную награду «Игрок месяца». Приз был вручён перед домашней игрой «Помпи» против команды, владеющей правами на шотландца — «Дерби Каунти».

### «Шеффилд Уэнсдей»
22 мая 2012 года официальный сайт «Дерби Каунти» распространил информацию, что клуб выставил Магуайра на трансфер. Наибольший интерес к услугам нападающего проявил вернувшийся в Чемпионшип «Шеффилд Уэнсдей», но его первые два запроса о покупке форварда «бараны» отклонили. Третья попытка удовлетворила ожидания «Каунти», и 21 июня Крис официально стал игроком «сов», заключив с клубом из графства Саут-Йоркшир 3-летний контракт. 13 августа Магуайр вышел на поле в футболке «Шеффилда» в официальной встрече, коей был матч Кубка лиги против «Олдем Атлетик».

### Сандерленд
22 июня 2018 года Крис подписал контракт с Сандерлендом. Отыграв три сезона за «черных котов» покинул клуб по истечении контракта.

### «Линкольн Сити»
7 июля 2021 года Магуайр подписал контракт с «Линкольн Сити» играющем в Чемпионшипе и получил 10 номер на сезон 2021–2022.

### Дисквалификация
В августе 2022 года Крис Магуайр будучи футболистом «Линкольн Сити» был дисквалифицирован футбольной ассоциацией (FA) на неопределенное время за участие в тотализаторах футбольных матчей. Сообщается, что в период с 2017 по 2022 год футболист сделал 52 ставки на футбол.

### Клубная статистика
| Клуб                       | Сезон                      | Чемпионат | Чемпионат | Кубок | Кубок | Кубок Лиги | Кубок Лиги | Еврокубки | Еврокубки | Итого | Итого |
| Клуб                       | Сезон                      | Игры      | Голы      | Игры  | Голы  | Игры       | Голы       | Игры      | Голы      | Игры  | Голы  |
| -------------------------- | -------------------------- | --------- | --------- | ----- | ----- | ---------- | ---------- | --------- | --------- | ----- | ----- |
| Абердин                    | 2005/06                    | 1         | 0         | —     | —     | —          | —          | —         | —         | 1     | 0     |
| Абердин                    | 2006/07                    | 19        | 1         | 2     | 0     | 1          | 0          | —         | —         | 22    | 1     |
| Абердин                    | 2007/08                    | 28        | 4         | 3     | 0     | —          | —          | 4         | 0         | 35    | 4     |
| Абердин                    | 2008/09                    | 31        | 3         | 3     | 2     | 1          | 1          | —         | —         | 35    | 6     |
| Абердин                    | 2009/10                    | 17        | 1         | 1     | 0     | 1          | 0          | 2         | 0         | 21    | 1     |
| Абердин                    | 2010/11                    | 35        | 7         | 5     | 4     | 4          | 1          | —         | —         | 44    | 12    |
| Всего за «Абердин»         | Всего за «Абердин»         | 131       | 16        | 14    | 6     | 7          | 2          | 6         | 0         | 158   | 24    |
| Килмарнок                  | 2009/10                    | 14        | 4         | —     | —     | —          | —          | —         | —         | 14    | 4     |
| Всего за «Килмарнок»       | Всего за «Килмарнок»       | 14        | 4         | 0     | 0     | 0          | 0          | 0         | 0         | 14    | 4     |
| Дерби Каунти               | 2011/12                    | 7         | 1         | —     | —     | 1          | 1          | —         | —         | 8     | 2     |
| Всего за «Дерби Каунти»    | Всего за «Дерби Каунти»    | 7         | 1         | 0     | 0     | 1          | 1          | 0         | 0         | 8     | 2     |
| Портсмут                   | 2011/12                    | 11        | 3         | —     | —     | —          | —          | —         | —         | 11    | 3     |
| Всего за «Портсмут»        | Всего за «Портсмут»        | 11        | 3         | 0     | 0     | 0          | 0          | 0         | 0         | 11    | 3     |
| Шеффилд Уэнсдей            | 2012/13                    | 3         | 0         | 1     | 0     | 3          | 0          | —         | —         | 7     | 0     |
| Всего за «Шеффилд Уэнсдей» | Всего за «Шеффилд Уэнсдей» | 3         | 0         | 1     | 0     | 3          | 0          | 0         | 0         | 7     | 0     |
| Всего за карьеру           | Всего за карьеру           | 166       | 24        | 15    | 7     | 10         | 3          | 6         | 0         | 198   | 33    |

(откорректировано по состоянию на 30 марта 2013)

## Сборная Шотландии
С 2004 года Крис призывается под знамёна различных молодёжных сборных Шотландии. Наиболее успешно выступал за национальную молодёжную команду, в составе которой провёл двенадцать игр, забил шесть голов. В феврале 2011 года Магуайр был впервые вызван в первую сборную Шотландии на матч Кубка наций против сборной Северной Ирландии. В этом поединке форвард и дебютировал в национальной команде, выйдя на замену вместо Джеймса Моррисона на 79-й минуте игры.

### Матчи и голы за сборную Шотландии
| № | Дата           | Место                     | Оппонент          | Счёт | Голы Магуайра | Соревнование     |
| 1 | 9 февраля 2011 | «Авива», Дублин, Ирландия | Северная Ирландия | 3:0  | —             | Кубок наций 2011 |
| 2 | 29 мая 2011    | «Авива», Дублин, Ирландия | Ирландия          | 0:1  | —             | Кубок наций 2011 |

Итого: 2 матча / 0 голов; 1 победа, 0 ничьих, 1 поражение.
(откорректировано по состоянию на 29 мая 2011)

### Сводная статистика игр/голов за сборную
| Сборная          | Год              | Отборочные матчи ЧМ | Отборочные матчи ЧМ | Финальные матчи ЧМ | Финальные матчи ЧМ | Отборочные матчи ЧЕ | Отборочные матчи ЧЕ | Финальные матчи ЧЕ | Финальные матчи ЧЕ | Кубок наций | Кубок наций | Товарищеские матчи | Товарищеские матчи | Итого | Итого |
| Сборная          | Год              | Игры                | Голы                | Игры               | Голы               | Игры                | Голы                | Игры               | Голы               | Игры        | Голы        | Игры               | Голы               | Игры  | Голы  |
| ---------------- | ---------------- | ------------------- | ------------------- | ------------------ | ------------------ | ------------------- | ------------------- | ------------------ | ------------------ | ----------- | ----------- | ------------------ | ------------------ | ----- | ----- |
| Шотландия        | 2011             | —                   | —                   | —                  | —                  | —                   | —                   | —                  | —                  | 2           | 0           | —                  | —                  | 2     | 0     |
| Всего за карьеру | Всего за карьеру | 0                   | 0                   | 0                  | 0                  | 0                   | 0                   | 0                  | 0                  | 2           | 0           | 0                  | 0                  | 2     | 0     |

(откорректировано по состоянию на 29 мая 2011)

## Достижения

### Командные достижения
Сборная Шотландии
- Серебряный призёр Кубка наций: 2011

### Личные достижения
- Молодой игрок месяца шотландской Премьер-лиги (2): февраль 2010, сентябрь 2010

## Личная жизнь
С детства является болельщиком «Селтика». Крис любит играть в гольф. Любимая телепередача Магуайра — мультипликационный сериал «Симпсоны», киноактёр — Адам Сэндлер, музыка — танцевальная и R’n’B. У Криса образцом для подражания на футбольном поле служит Хенрик Ларссон.
Фанаты «Абердина» дали футболисту прозвище «Bebo» по названию британской социальной сети, где однажды личную страницу Магуайра взломали и разослали оскорбительные сообщения всему списку друзей игрока, в том числе, бывшему тогда капитаном клуба «Рейнджерс», Барри Фергюсону.